# Dipartimento di Mayor Luis Jorge Fontana
Mayor Luis Jorge Fontana è un dipartimento argentino, situato nella parte meridionale della provincia del Chaco, con capoluogo Villa Ángela.

## Geografia fisica
Esso confina con i dipartimenti di Fray Justo Santa María de Oro, Dos de Abril, Doce de Octubre, Chacabuco, O'Higgins, San Lorenzo e Tapenagá, e con la provincia di Santa Fe.

## Società

### Evoluzione demografica
Secondo il censimento del 2001, su un territorio di 3.708 km², la popolazione ammontava a 53.550 abitanti, con un aumento demografico del 9,50% rispetto al censimento del 1991.

## Amministrazione
Nel 2001 il dipartimento comprendeva i seguenti comuni (municipios in spagnolo):
- Coronel Du Graty
- Enrique Urien
- Villa Ángela